# Eternity-Puzzle

Ein leeres Eternity-Board

Das Eternity-Puzzle („Ewigkeits-Puzzle“) ist ein Legespiel für eine Person aus 209 bildlosen, einfarbigen Teilen, die zu einem näherungsweise regelmäßigen Zwölfeck aneinandergelegt werden sollen. Es wurde von dem Engländer Christopher Monckton entwickelt und seit Juni 1999 von der britischen Firma Racing Champions Ltd weltweit vertrieben. Aufsehen erregte das hohe Preisgeld von einer Million Pfund, das für die erste Einsendung einer richtigen Lösung ausgeschrieben war. Innerhalb der ersten zwei Jahre verkaufte sich das Puzzle über 225.000 Mal.
Im Vereinigten Königreich war es das im ersten Monat meistverkaufte Spiel aller Zeiten.

## Beschreibung

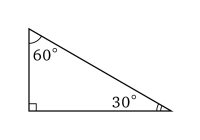
Die 209 Teile des Eternity-Puzzles bestehen aus jeweils etwa 12 dieser Dreiecke.

Das Spiel besteht aus einem quadratischen Spielbrett mit einer zwölfeckigen Aussparung, die einen Durchmesser von ca. 60 cm hat. Die 209 Teile sind flache, unregelmäßige, polygonale Kunststoff-Plättchen, die alle den gleichen metallisch-grünen Farbton tragen. Insbesondere sind Vorder- und Rückseite nicht zu unterscheiden. Ihre Maße liegen zwischen zwei und vier Zentimetern.
Schematisch bestehen alle Teile aus halbierten, gleich großen, gleichseitigen Dreiecken, von denen etwa 12 Stück je ein Puzzleteil ergeben. Dabei sind alle Teile voneinander verschieden und keins besitzt eine Rotations- oder Spiegelsymmetrie.

## Lösung
Mit Hilfe mehrerer Computer fanden die beiden Cambridge-Mathematiker Alex Selby (* 1968) und Oliver Riordan (* 1972) am 15. Mai 2000 eine Lösung, ein knappes Jahr nach Veröffentlichung des Spiels. Ihr Sieg wurde den Regeln gemäß am 30. September des Jahres bekannt gegeben. Mittlerweile sind weit mehr Lösungen bekannt, die Gesamtanzahl wird auf mindestens 1080 geschätzt. Selby und Riordan fanden heraus, dass die Schwierigkeit bis zu etwa 70 bis 80 Spielsteinen zunimmt, ab dieser Anzahl von Steinen aber die Schwierigkeit nicht mehr weiter ansteigt, da die steigende Anzahl an möglichen Lösungen dies ab diesem Punkt wieder kompensiert. Oder anders ausgedrückt: Man kann bis auf 70 bis 80 Steine das Puzzle ohne größere Schwierigkeiten auffüllen und dann fängt es erst an richtig kompliziert zu werden.
Die Lösungsstrategien nutzen Bewertungsfunktionen, um Stellungen und einzelne Steine einzuschätzen (ähnlich wie ein Schachcomputer), um die Anzahl der zu untersuchenden Stellungen zu minimieren, da die Gesamtzahl aller Stellungen alle Kapazitäten übersteigen würde. So wird versucht, möglichst gutartige Zwischenlösungen zu erreichen (gutartige Lochformen) oder problematische Teile möglichst früh einzusetzen.

## Fehlerhafte Angaben in der Literatur

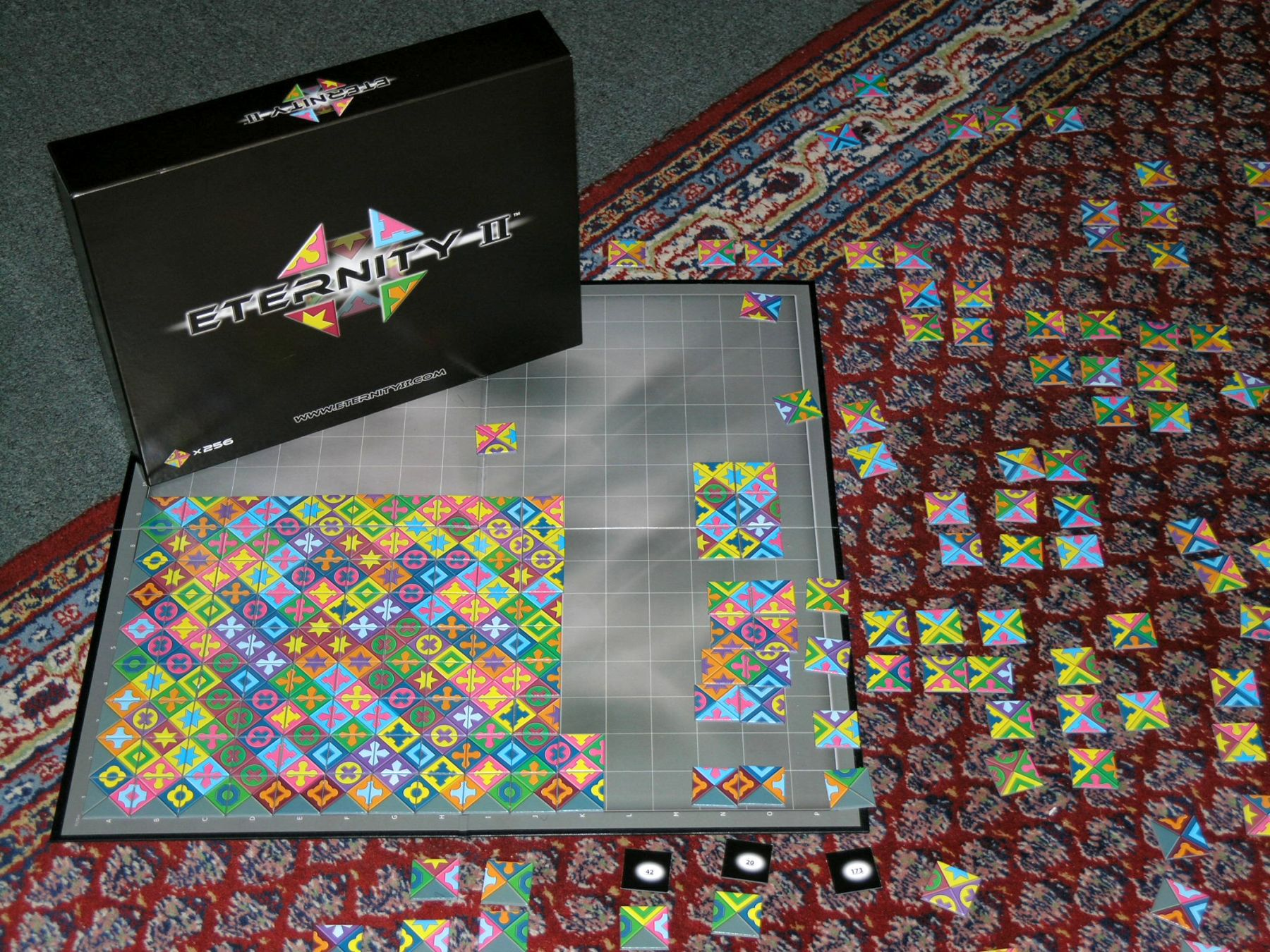
Ein Set des Eternity II

Folgende Angaben in der Literatur sind leicht falsifizierbar:
Das Zwölfeck ist regelmäßig.Es kann nur näherungsweise regelmäßig sein. Am besten wird das Zwölfeck durch einen Umkreis mit einem Durchmesser von 26,901. Kantenlängen des gleichseitigen Dreiecks approximiert. Es ist prinzipiell nicht möglich, für ein solches Puzzle ein regelmäßiges Zwölfeck zu konstruieren, da
- {\displaystyle \sin 15^{\circ }\!=0{,}258819045\dots }
- {\displaystyle \sin 45^{\circ }\!=0{,}707106781\dots }
- {\displaystyle \sin 75^{\circ }\!=0{,}965925826\dots }
- {\displaystyle {\big (}\!\sin 75^{\circ }\!-\sin 45^{\circ }\!{\big )}/{\sqrt {3}}=0{,}149429245\dots }
- {\displaystyle {\big (}\!\sin 45^{\circ }\!-\sin 15^{\circ }\!{\big )}/{\sqrt {3}}=0{,}258819045\dots }
- {\displaystyle {\big (}\!\sin 15^{\circ }\!+\sin 15^{\circ }\!{\big )}/{\sqrt {3}}=0{,}298858491\dots }

bis auf den vierte und sechste Wert zueinander in irrationalen Verhältnissen stehen. Approximiert werden können die Verhältnisse durch 7 : 19 : 26 : 4 : 7 : 8.

## Eternity II
Der Nachfolger Eternity II ist noch nicht gelöst, das Preisgeld betrug diesmal 2 Millionen Dollar und war zeitlich limitiert. Dieses Spiel besteht aus 256 gleich großen Quadraten, die an jeder Kante je ein Muster aufgedruckt haben. Die Lösung ist ein 16 × 16 großes Quadrat, bei dem die Muster auf aneinandergrenzenden Quadraten übereinstimmen. Obwohl das Puzzle – wie auch der Vorgänger – NP-vollständig ist, also einen vergleichbaren Schwierigkeitsgrad hat, gibt es (bezogen auf die höhere Anzahl der Teile) sehr viel weniger mögliche Lösungen.